# Ném bom rải thảm

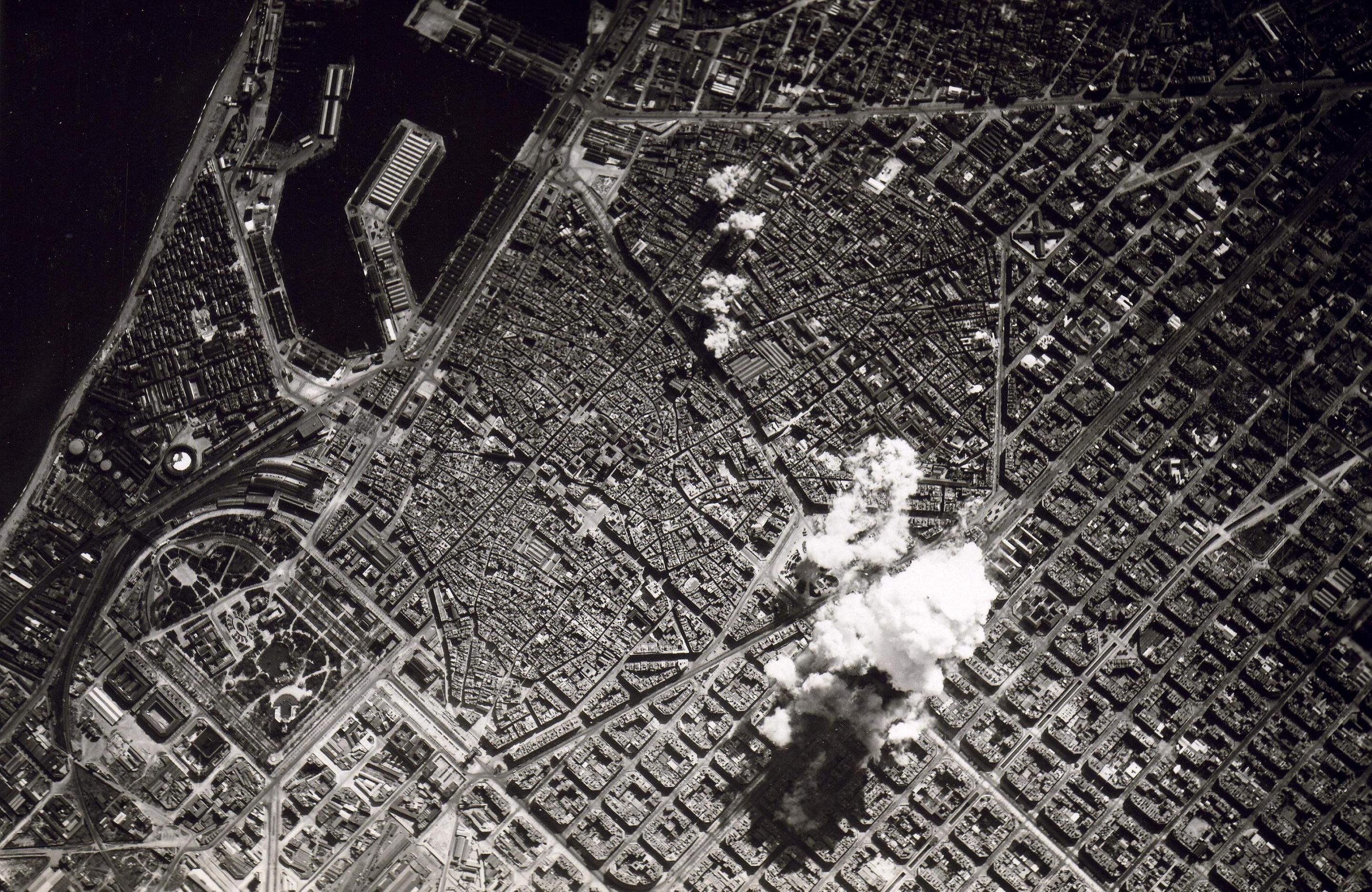
Cuộc ném bom rải thảm đầu tiên bằng máy bay trên lịch sử là Cuộc ném bom Barcelona. 1300 người bị chết trong 3 ngày, từ 16-18 tháng 3, 1938

Ném bom rải thảm (tiếng Anh: carpet bombing) là hoạt động ném bom trên diện rộng được thực hiện theo cách thức thả bom trong khi các phương tiện bay dàn hàng và di chuyển về phía trước, bom được ném sẽ phủ trên một diện tích rộng lớn, gây ra thiệt hại nặng nề ở một khu vực được chọn. Cụm từ gợi lên hình ảnh một tấm thảm phủ lên sàn nhà.
Ném bom rải thảm vào các thành phố, thị trấn, làng mạc hoặc các khu vực khác có nhiều dân thường được coi là tội ác chiến tranh theo Điều 51 của Nghị định thư 1977 của Công ước Geneva.
Thuật ngữ ném bom xóa sổ đôi khi được sử dụng để mô tả các vụ đánh bom với ý định phá hủy một thành phố hoặc một phần lớn của thành phố. Thuật ngữ ném bom khu vực đề cập đến hoạt động ném bom bừa bãi một khu vực bao gồm ném bom rải thảm, hay ném bom xóa sổ. Thuật ngữ này được sử dụng phổ biến trong Thế chiến II.